# Salsa Jeans
Salsa ist eine portugiesische Marke, die auf Jeanswear spezialisiert ist. Sie wurde 1994 in Vila Nova de Famalicão, Portugal, gegründet.

## Geschichte
Die Gruppe IVN S.A trat 1987 in den Textilmarkt ein, zunächst ausschließlich als Wäscherei und Färberei von Textilartikeln. Im Jahr 1990 erweiterte sie ihr Geschäftsfeld um die Textilherstellung.
1994 entstand Salsa aufgrund einer Idee der drei Geschwister António, Beatriz und Filipe Vila Nova. 1998 wurde das erste Geschäft in Porto, im Einkaufszentrum Norte Shopping eröffnet und Mitte 1999 kamen zwei weitere Läden dazu, einer in Lissabon im Einkaufszentrum Vasco da Gama und der andere in Braga im Einkaufszentrum Braga Parque. Im Jahr 2002 wurde beschlossen, das Projekt zur Expansion der Marke mit neuen Salsa-Verkaufsstellen auf verschiedenen Märkten voranzutreiben, insbesondere in Spanien, Irland, Luxemburg, Katar, Vereinigte Arabische Emirate, Belgien, Kroatien, Malta, China und Japan.
Im April 2008 war Salsa mehrheitlich im Besitz von Filipe Vila Nova, während die Geschwister nur noch 15 % des Kapitals hielten. Im Jahr 2016 erwarb Sonae 50 % des Kapitals des Unternehmens, sie konsolidierte das Geschäft im Jahr 2020 mit der vollständigen Übernahme der Marke.
Heute ist Salsa in über 35 Ländern vertreten.

## Produkte
Das Unternehmen produziert und vertreibt Damen- und Herrenoberbekleidung, Schuhe und Accessoires.